# 黄纪作
黄纪作（英語：Bong Kee Chok，1937年10月4日—2023年2月6日）是前北加里曼丹共产党中央委员会第二分局书记和北加里曼丹人民军总司令兼政委。祖籍广东揭阳河婆。1973年年率领游击队下山并与砂拉越政府签署《和解备忘录》。

## 早年经历
黄纪作1937年10月4日生于砂拉越古晋。1950年在晋连路29哩中华公学毕业后，到古晋中华中学读书。1955年，他和后来担任北加里曼丹共产党中央主席的文铭权领导中华中学学生进行3.30大罢课，是早期砂拉越解放同盟的领导人之一。
1956年，黄纪作高中毕业后按照砂拉越解放同盟的要求到石隆门模西中华公学教书。因殖民地教育部不批准注册，转而到古晋三里真光学校念英文七号班，一年后毕业，进入圣若瑟中学念八号、九号班。毕业后到杨国斯的律师馆工作。

## 政治生涯
1959年，黄纪作参与成立砂拉越人民联合党并同时选人联党的中央执行委员会委员。1962年6月，他与文铭权和其他砂拉越解放同盟领导人被英殖民政府当局逮捕，并被遣送前往中国。1963年3月，与文铭权等砂盟领导人返回到印尼展开武装斗争。1964年3月，在印尼政府和印尼共产党的协助下，成立砂拉越人民游击队。1965年黄纪作到印马边界靠近砂拉越第三省成立北加里曼丹人民军，同时担任人民军总司令兼政委。
1965年9月19日，北加里曼丹共产党在印尼西加里曼丹省的坤甸成立。文铭权担任北加里曼丹共产党中央委员会主席，中央委员会之下设立第一分局和第二分局。林和贵成为北共中央第一分局书记，负责砂拉越西部的工作。而黄纪作成为北共中央第二分局书记，负责砂拉越东部的工作。
印尼九三〇事件后，苏哈托掌控印尼政局。北加里曼丹共产党面临马来西亚与印尼的双面夹攻。1968年，黄纪作带领北加人民军撤回砂拉越，转战砂拉越第二省、第三省和马印边界。1972年，黄纪作回到砂拉越境内活动，在第二省边境一带活动。
1973年，黄纪作以北加里曼丹人民军总司令兼政委身份与砂拉越首席部长拉曼耶谷展开和平谈判，双方于10月21日签署斯里阿曼谅解备忘录。斯里阿曼行动展开后，黄纪作带领580名游击队员放下武器下山。

## 下山后
在其下山后，此後便以畜牧业为生，后来转行从事保险事业，数年后专注销售业务。
作为北加里曼丹共产党的重要人物，他对历史问题的立场和观点深受关注。
2023年2月6日，黄纪作病逝于诗巫家中。終年85岁。